# 道都大学短期大学部
道都大学短期大学部（日语：／ Dohto Daigaku Tanki Daigakubu *），简称道短，是过去一所位于日本北海道北广岛市的私立短期大学。前身是道都短期大学（日语：／ Dohto Tanki Daigaku *）。

## 概要

### 简介
- 学校最早可以追溯到1965年即专科学校的创立[注 2]。短期大学为于1966年开办、由学校法人北海道樱井产业学园经营。招収男女学生到2000年、停办于2002年[1][2]。

### 历史
- 1966年 北海道产业短期大学成立并同时设置两个学科、以下列举。
  - 经营科
  - 建设科
- 1976年 改校名为道都短期大学。
- 1991年 改校名为道都大学短期大学部。
- 2000年 最后一年招生、次年停止招生（正式停办于2002年5月29日[1]）。

## 学校环境
- 校区：在了北海道北广岛市[注 1]

## 历任校长
- 阿部利雄：第一代短期大学校长[3]。

## 组织

### 学科
- 经营科
- 建设科

### 专科
| - 无 |

### 业余课程
| - 无 |

## 相关链接
- 日本短期大学列表